# Kujtim Shala
Kujtim Shala (Prizren, Kosovo, 13. srpnja 1964.), je nogometni trener, bivši kosovski izbornik i bivši hrvatski nogometni reprezentativac.

## Igračka karijera

### Klupska karijera
Kujtim Shala rođen je u Prizrenu na Kosovu 13. srpnja 1964. godine. Bio je izraziti napadački igrač. Igračku karijeru započeo je u Liriji iz Prizrena gdje je od 1981. do 1983. godine nastupao za prvu momčad u tadašnjoj 2. jugoslavenskoj nogometnoj ligi. Potom je od 1983. do 1984. godine nogometaš beogradskog Partizana nakon čega se vraća na Kosovo i od 1984. do 1988. godine igra za Prištinu. Za vrijeme igranja u Prištini u jednoj utakmici protiv Sarajeva zabio je pet golova. Bilo je to u sezoni 1987./88., a Shala je trebao biti najbolji strijelac prvenstva. Tada je u ljeto 1988. godine stigla ponuda NK NK Dinama koju je Kujtim objeručke prihvatio. Shala rado ističe i svoj debi za Dinamo po povratku iz vojske. Bilo je to 17. rujna 1989. godine protiv Hajduka u Maksimiru. Dinamo je golovima Shale i Zvonimira Bobana slavio 2:0. Trener je bio Josip Kuže. Dinamo je napustio u ljeto 1991. godine i otišao u Francusku gdje u sezoni 1991./92. igra za momčad Stade Rennais FC. Potom odlazi u Njemačku gdje igra od 1992. do 2000. godine. Najprije je u sezoni 1992./93. nogometaš Stuttgarter Kickersa, onda je od 1993. do 1995. godine igrač Chemnitzera, u sezoni 1995./96. igra za Fortunu iz Dusseldorfa, od 1996. do 1998. godine nosi dres VfB Lepziga, a zatim je od 1998. do 2000. godine igrač Mannheina gdje završava s profesionalnim nogometom, iako je i poslije igrao amaterski za neke njemačke petoligaše. 

### Reprezentativna karijera
Za hrvatsku reprezentaciju igrao je 17. listopada 1990. godine u Zagrebu u prvoj povijesnoj prijateljskoj utakmici hrvatske nogometne reprezentacije od uspostave neovisnosti protiv reprezentacije SAD-a, u kojoj je Hrvatska pobijedila 2:1. Zbog toga nastupa pod srpskim pritiskom na nogometni savez SFRJ beogradske vlasti su Shali uveli zabranu ulaska u zemlju zbog čega devet godina nije smio otići na rodno Kosovo.

## Trenerska karijera
Nakon završetka igračke karijere radio je i kao trener. Trenirao je u Njemačkoj momčad Hochstatt Turkspora. Bio je i trener Prištine i prvi izbornik kosovske reprezentacije 2008. godine, u vrijeme kada Kosovo još uvijek nije moglo igrati službene utakmice. Nakon toga trenirao je juniore VfR Mannheima, a od 2014. je trener SVN Zweibrückena.

## Zanimljivosti
Njegov sin Andis Shala također je profesionalni nogometaš.

## Vanjske poveznice
- Profil, Hrvatski nogometni savez
- Statistika na hrnogomet.com